# Nigrofomes melanoporus
Nigrofomes melanoporus är en svampart som först beskrevs av Jean François Montagne, och fick sitt nu gällande namn av William Alphonso Murrill 1904. Nigrofomes melanoporus ingår i släktet Nigrofomes och familjen Polyporaceae.   Inga underarter finns listade i Catalogue of Life.